# Numen
Numen (lateinisch numen „Wink, Geheiß, Wille, göttlicher Wille“) ist ein Fachbegriff der Religionswissenschaft, der von Rudolf Otto eingeführt wurde. Er bezeichnet die Anwesenheit eines absolut transzendenten, „gestaltlos Göttlichen“. In der historischen Römischen Religion bedeutet numen primär das Handeln einer Gottheit und sekundär das derart wirkende göttliche Wesen.

## Römischer Kult
In der älteren römischen Religion bezeichnet Numen mehr das Wirken und den Willen einer Gottheit als diese selbst. Dieses Numen konnte Naturerscheinungen wie einem Fluss, einem Baum oder einem Stein innewohnen (siehe auch Animismus). Personifizierte Gottheiten gab es in dieser ursprünglichen römischen Religion nicht. Erst ab der Kaiserzeit konnte das Wort auch synonym für „Gottheit“ gebraucht werden. Im römischen Kaiserkult wurde das numen Augusti verehrt, das nicht der Person des amtierenden Kaisers galt, sondern dem im Kaiser inhärenten Wirken der Götter.

## Moderne Terminologie

### Religionswissenschaft
Rudolf Otto (1869–1937) entlehnte den Begriff Numen bzw. das Numinose aus dem Lateinischen, um das Göttliche, das Wunder des Seins zu beschreiben, losgelöst von allen Assoziationen, die von Wörtern der „natürlichen“ Sprache ausgehen. Für ihn ist das Numen außerhalb der menschlichen Realität und steht für die Sphäre des Heiligen. Es kann deshalb weder bewiesen noch widerlegt werden. Es lässt sich nur durch dessen Erfahrung wahrnehmen, und zwar entweder als mysterium tremendum (Schauder, Furcht) oder mysterium fascinans (Anziehung).
In der Religionswissenschaft bezeichnet Numen eine Macht oder Kraft, die auf die Natur und den Menschen einwirkt, so wie Schicksal, Fruchtbarkeit, Wachstum, Macht, Tod. Wird diese Kraft personalisiert, spricht man von einer Gottheit, einem Dämon oder einem sonstigen Geistwesen. Diese sind dennoch nicht identisch mit der Kraft, sondern lediglich deren Vertreter, Träger oder Beherrscher und zum Teil selbst ihnen unterworfen. Während der Mensch den numinosen Kräften ausgeliefert ist, vermag er durch Verehrung jener mehr oder weniger personalisierten Wesen einen indirekten Einfluss auf die numinosen Kräfte zu gewinnen.

### Ethnologie und Volkskunde
Ähnlich wird Numen in der Ethnologie gebraucht. Hier bezeichnet es die magische Kraft, die in einem Objekt, Tier oder Menschen sitzen soll. Dieses Konzept entspricht unter anderem dem polynesischen Mana, dem Orenda der Irokesen oder dem Manitu der Algonkinvölker.
In der volkskundlichen Erzählforschung findet der Begriff vorzugsweise Verwendung im Zusammenhang mit Sagen, ebenso in der Phänomenologie der Märchen.

### Psychologie
In der Tiefenpsychologie wurde der Begriff durch Carl Gustav Jung in die analytische Psychologie eingeführt, da nach Jung Archetypen dem Bewusstsein als numinos erscheinen. Unabhängig davon wird der Begriff auch vom Neopsychoanalytiker Erik H. Erikson verwendet, der den Terminus im Zusammenhang mit dem frühkindlichen Ritualismus verwendet.